# Redoute de Gravelle

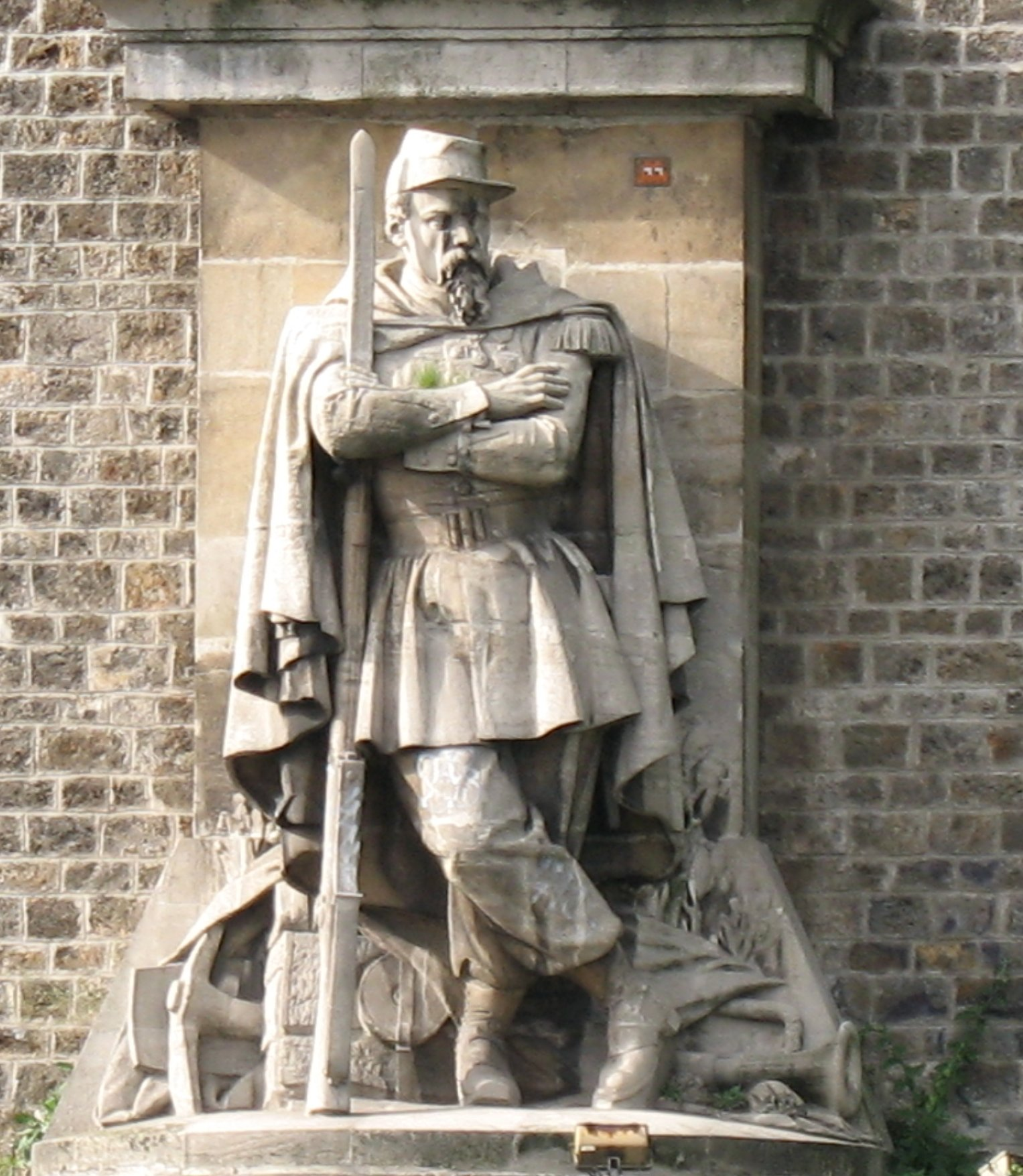
El chasseur à pied (soldado de infantería francés) de Auguste Arnaud (1825-1883) del puente del Alma, reubicado en la redoute de Gravelle (Joinville-le-Pont)

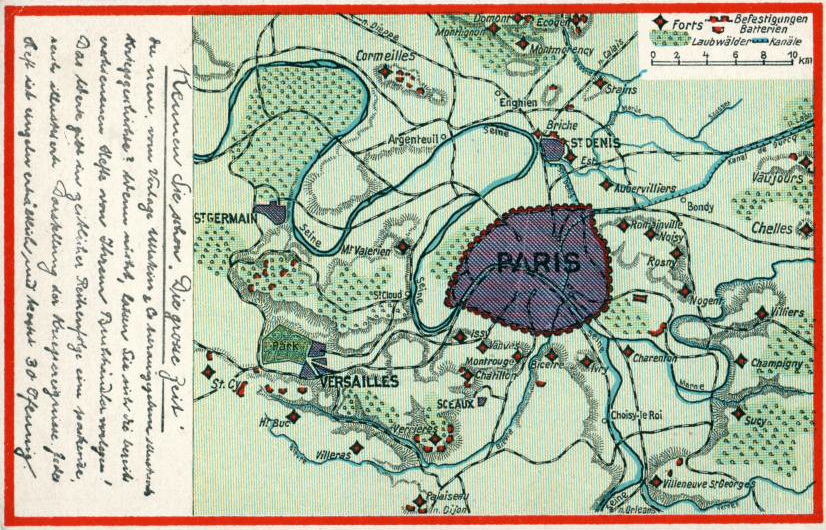
Carta postal alemana de comienzos del siglo XX, que muestra el plano de las fortificaciones que defendían París: la línea de defensa incluía el reducto de Gravelle y la redoute de la Faisanderie y se representa anónimamente en forma de media luna uniendo la línea imaginaria que conecta el fuerte Charenton y el fuerte Nogent.

El Reducto de Gravelle, en francés redoute de Gravelle, es un fuerte situado al sureste del bosque de Vincennes en París.  Fue construido durante el reinado de Luis Felipe de Orleans. Hay quien le ha llamado de forma errónea fort de Gravelle (en español 'fuerte de Gravelle') porque la vía que conduce a este reducto lleva el nombre de route du Fort-de-Gravelle. 
Desde 1968, se abrió allí la Escuela nacional de policía de París (ENPP) y posteriormente un centro de detención para extranjeros en situación irregular: el Centro de retención administrativa París 1. 
Está adornada con la estatua del soldado de infantería francés de Auguste Arnaud (1825-1883), que se encontraba junto al zuavo en el puente del Alma, actualmente en la cara sur del reducto, después de la construcción de la autopista A4 en 1973 y visibles desde esta última.